# Touko
Touko est une localité située dans le département de Kalsaka de la province du Yatenga dans la région Nord au Burkina Faso.

## Géographie
Touko se trouve à environ 15 km au sud-ouest du centre de Kalsaka, le chef-lieu du département, à 5 km à l'est de Bérenga-Silmi-Mossi et à 40 km au sud de Séguénéga et de la route nationale 15.

## Économie
L'économie de Touko est principalement orientée sur l'agriculture et l'élevage.

## Santé et éducation
Le centre de soins le plus proche de Touko est le centre de santé et de promotion sociale (CSPS) de Bérenga-Silmi-Mossi tandis que le centre médical avec antenne chirurgicale (CMA) de la province se trouve à Séguénéga.